# Ctenotus terrareginae
Ctenotus terrareginae är en ödleart som beskrevs av  Ingram och CZECHURA 1990. Ctenotus terrareginae ingår i släktet Ctenotus och familjen skinkar. Inga underarter finns listade i Catalogue of Life.